# هنسل و گرتل
هنسل و گرتل (به انگلیسی: Hansel and Gretel) یک فیلم کوتاه تلویزیونی است که تیم برتون آن را در سال ۱۹۸۲ برای کانال دیزنی ساخت. این فیلم که اقتباسی با تم ژاپنی از داستان برادران گریم بود، یک بار ساعت ۱۰:۳۰ شب ۳۱ اکتبر ۱۹۸۳ (شب هالووین) پخش شد و بعد از آن فقط یک بار دیگر به عنوان بخشی از اولین آثار برتون در نمایشگاه موزهٔ هنرهای مدرن در نیویورک پخش شد.